# Astronauti ESA
Astronauti ESA jsou členové sboru astronautů Evropské kosmické agentury (European Astronaut Corps). Sbor astronautů ESA je mezinárodní, nyní sdružuje všechny astronauty členských zemí ESA. Původně v některých zemích fungovaly i národní oddíly astronautů, ale v roce 1998 bylo rozhodnuto o jejich zrušení. Celkem získalo status astronauta ESA 34 lidí, v současné době (od 23. listopadu 2023) má sbor 11 aktivních členů a 12 členů skupiny záložních astronautů.

## 80. léta – první lety

### Skupina 1978
První astronauti ESA se objevili v důsledku dohody s NASA o účasti Evropanů v letech raketoplánu Space Shuttle. V březnu 1977 NASA formulovala požadavky na účastníky kosmických letů a ESA neprodleně zahájila výběrový proces. 18. května 1978 byla oznámena jména prvních tří budoucích astronautů, byli to Ulf Merbold z Německa,Claude Nicollier ze Švýcarska a Wubbo Ockels z Nizozemska. V červenci téhož roku astronauti zahájili přípravu v Houstonu. Všichni tři se dostali do vesmíru, první Merbold v roce 1983, následovaný o dva roky později Ockelsem, Nicollier si na první let počkal až do roku 1992.
Po letech Merbolda (1983) a Ockelse (1985) další lety pod hlavičkou ESA nepokračovaly. Národní kosmické agentury evropských zemí organizovaly lety do kosmu na základě dvoustranných úmluv s Američany a Sověty.

## od 90. let
Oživení pilotované kosmonautiky ESA začalo koncem osmdesátých let, v souvislosti s rozvojem programu evropského raketoplánu Hermes a orbitální stanice Columbus. 

### Skupina 1992
V roce 1989 začal výběr kandidátů do oddílu astronautů ESA pro lety v rámci výše uvedených evropských programů, ale předpokládaly se i lety na amerických a sovětských lodích. O několik let později byl Hermes zrušen a stanice Columbus skončila jako modul ISS, a tak lety Shuttlem či Sojuzy zůstaly jako jediná možnost kosmických cest. Výsledky výběru započatého roku 1989 byly vyhlášeny 15. května 1992. Do sboru astronautů ESA přišlo celkem šest nováčků – Belgičanka Marianne Merchez, Španěl Pedro Duque, Francouz Jean-François Clervoy, Němec Thomas Reiter, Švéd Christer Fuglesang a Ital Maurizio Cheli. Příprava astronautů byla soustředěna do Evropského střediska astronautů (European Astronaut Centre, EAC) v Kolíně nad Rýnem, založeného v roce 1990.
Počínaje rokem 1992 evropští astronauti každoročně navštívili stanici Mir či později ISS, v devadesátých letech létali spíše v raketoplánech, v letech 2002 – 2005 výhradně v Sojuzech, poté opět v raketoplánech.

### Sloučení s oddíly národních agentur
V březnu 1998 bylo rozhodnuto o zrušení národních oddílů astronautů zemí Evropské kosmické agentury – tj. oddílů Francie (CNES), Německa (DLR) a Itálie (ASI) – a shromáždění všech aktivních astronautů v jediném sboru astronautů ESA, s plánovaným stavem 16 členů, po čtyřech z Francie, Německa, Itálie a ostatních zemí. Přechod trval do roku 2002. Stav šestnácti lidí nebyl naplněn, po odchodech roku 2007 měl oddíl pouze osm členů. 

### Skupina 2009

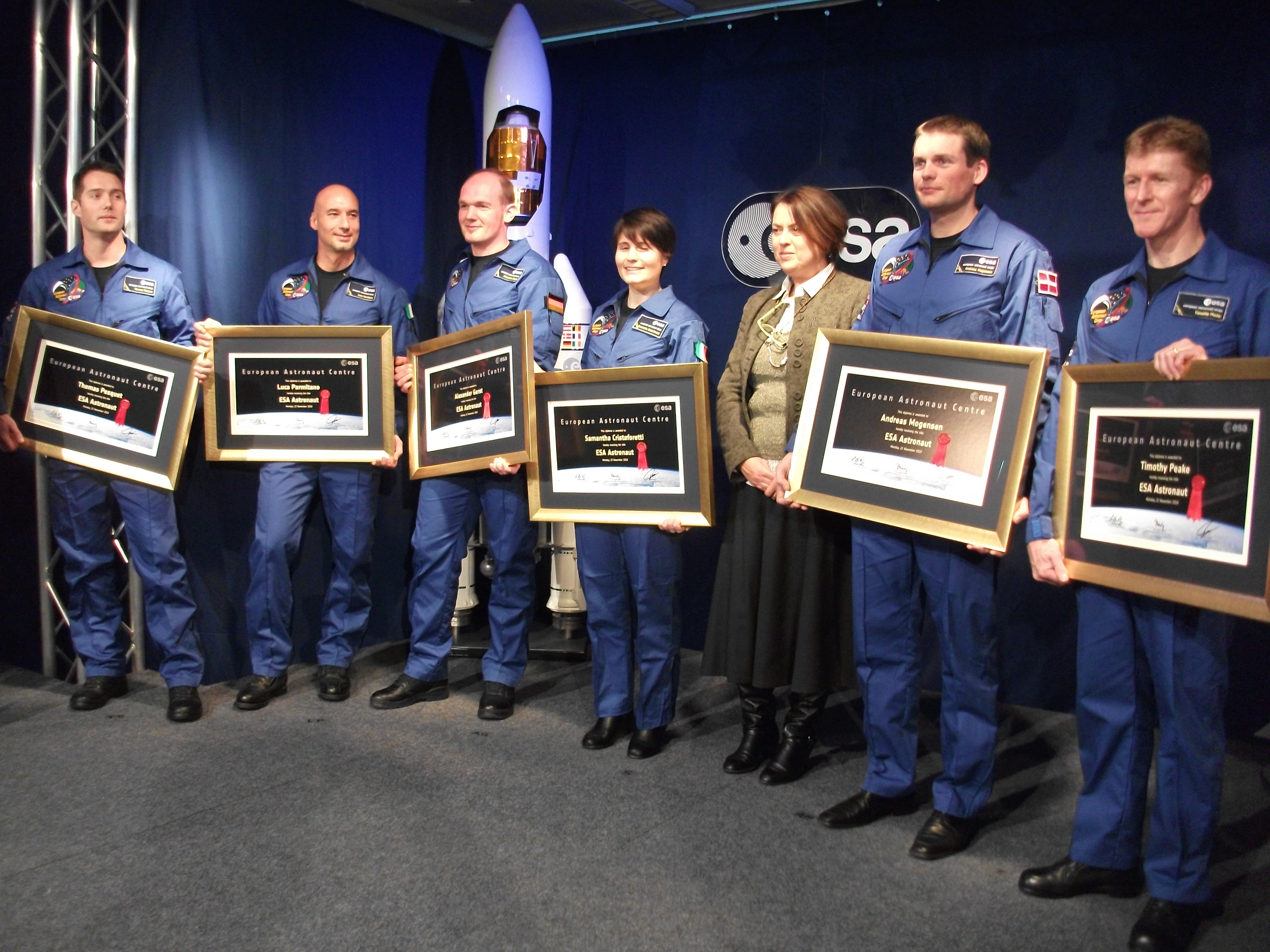
Skupina 2009 po předání certifikátů o dokončení výcviku v listopadu 2010.

ESA vydala 19. března 2008 informační brožuru o průběhu a požadavcích pro připravovaný výběr astronautů v roce 2008 a generální ředitel ESA Jean-Jacque Dordain 3. dubna 2008 informoval o brzkém zahájení výběru. K oficiálnímu vyhlášení pak došlo o týden později s tím, že příjem přihlášek od uchazečů z tehdejších 17 členských zemí agentury začne 19. května 2008. Po měsíci příjmu přihlášek agentura informovala, že se registrovalo skoro 10 tisíc zájemců, kteří nakonec podali 8413 přihlášek včetně požadovaného zdravotního certifikátu, z toho přes 43 % z Francie a Německa. Výběrový tým z nich – pouze na základě podaných přihlášek – určil uchazeče, kteří byli pozváni na první část psychologického testování pomocí počítačových testů. Do další části – individuálních i skupinových psychologických pohovorů zahájených 15. září 2008 – prošlo 192 zájemců, z nichž kolem 80 postoupilo do zdravotního posouzení konaného během ledna a února 2009. Z těch, kdo jím úspěšně prošli, pak odborníci v individuálních pohovorech a závěrečném hodnocení vybrali šest nových astronautů. ESA je představila 20. května 2009. Stali se jimi:
- Samantha Cristoforettiová a Luca Parmitano z Itálie, Alexander Gerst z Německa, Dán Andreas Mogensen, Brit Timothy Peake a Thomas Pesquet z Francie.

V následujících měsících šestice zahájila základní trénink v EAC a dokončila ho o rok později – slavnostní předání certifikátů se uskutečnilo 22. listopadu 2010 a noví astronauti od tohoto data byli k dispozici pro zařazování do letových posádek. Jako první ze skupiny se svého startu do vesmíru dočkal už v roce 2013 Luca Parmitano, když strávil půl roku na ISS při expedicích 36 a 37, jako poslední a o 3 roky později na ISS odletěl Thomas Pesquet. Jako první ze skupiny 2009 řady astronautů opustil počátkem roku 2023 Timothy Peake.
V roce 2015 se k oddílu astronautů připojil Němec Matthias Maurer, který prošel výběrem v roce 2009 jako jeden z 10 nejlepších účastníků, ale do skupiny vybraných kandidátů se nakonec nevešel. Od roku 2010 pracoval v ESA ve vedoucích funkcích útvaru přípravy a podpory posádek. Požadavky základního výcviku splnil v roce 2018.

### Skupina 2022

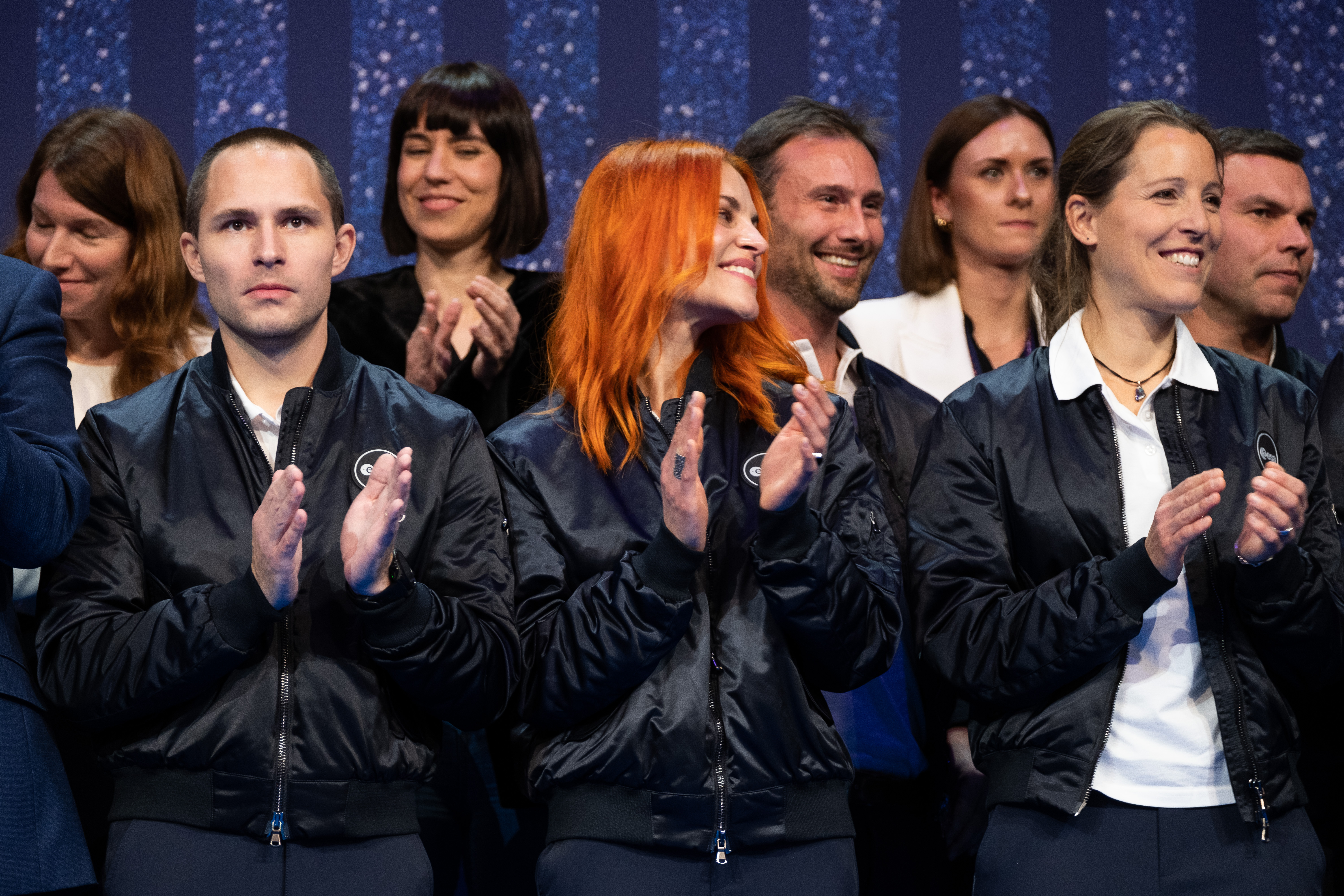
Snímek z vyhlášení 17členné skupiny kariérních a záložních kandidátů na astronauty v listopadu 2022. Vlevo český člen skupiny, pilot Aleš Svoboda.

ESA v únoru 2021 vyhlásila výzvu, v níž se od 31. března do 18. června mohli přihlásit zájemci astronautický výcvik, a to poprvé včetně uchazečů z Česka. Na výzvu zareagovalo zasláním přihlášek 22 589 lidí ze všech 22 členských států ESA a 3 spolupracujících zemí. Z Česka se přihlásilo 165 mužů a 37 žen.
V lednu 2022 bylo oznámeno, že z došlých přihlášek bylo v první etapě – pouze na základě zaslaných podkladů – vybráno celkem 1391 uchazečů, včetně 29 (z 257 přihlášených) kandidátů na tzv. paraastronauty, tedy astronauty s tělesným handicapem. Z českých uchazečů dále 10 mužů a 6 žen.
ESA současně informovala, že všichni vybraní zájemci budou pozváni na úvodní kolo testování zaměřené na psychickou výkonnost a obsahující kognitivní, technické, motorické a osobnostní testy. U úspěšných uchazečů bude následovat soubor psychologických pohovorů a testů a až poté prověření zdravotního stavu. Uchazeči, kteří úspěšně projdou každou z výběrových fází, budou pozváni k přijímacím pohovorům.
Druhá fáze výběru – úvodní kolo testování – se uzavřelo v březnu 2022 a zhruba 400 žadatelů postoupilo do třetí etapy zaměřené na důkladné psychologické vyšetření mezinárodním týmem odborníků, aby vybraní kandidáti splňovali psychologický profil požadovaný pro práci astronauta. Tato etapa skončila v červnu 2022, ale současně se již od počátku května 2022 rozběhla čtvrtá, zdravotní fáze s dosud úspěšnými uchazeči. Agentura pak v létě rozeslala pozvánky k individuálním pohovorům a na jejich základě vybrala a 23. listopadu 2022 oznámila jména 17 úspěšných uchazečů rozdělených do dvou skupin:
- kandidáti na astronauty: Sophie Adenotová, Pablo Álvarez Fernández, Rosemary Cooganová, Raphaël Liégeois a Marco Sieber,
- záložní (rezervní) astronauti: Anthea Comelliniová, Sara Garcíová Alonsová, Meganne Christianová, John McFall, Andrea Patassa, Carmen Possnigová, Arnaud Prost, Amelie Schoenenwaldová, Aleš Svoboda, Sławosz Uznański, Marcus Wandt a Nicola Winterová.

Pětice kandidátů na astronauty zahájila svůj základní trénink 3. dubna 2023 v Evropském středisku astronautů (EAC) v Kolíně nad Rýnem. Připojila se k nim také Katherine Bennell-Peggová, ředitelka pro vesmírné technologie v Australské vesmírné agentuře (Australian Space Agency, ASA), která se díky dvojímu – kromě australského také britskému – občanství mohla do výběru astronautů přihlásit. A protože jím úspěšně prošla, ale do závěrečného výběru se nedostala, rozhodla se ASA uhradit náklady na její účast v základním výcviku. Stala se tak prvním kandidátem, kterému EAC poskytla výcvik „na zakázku” podobně, jako to již řadu let činí Johnsonovo vesmírné středisko v Houstonu a Středisko přípravy kosmonautů J. A. Gagarina v Hvězdném městečku u Moskvy.
Celá skupina byla z výcviku slavnostně vyřazena 22. dubna 2024, přičemž bylo zveřejněno také její pojmenování – The Hoppers (Skokani) – vybrané předchozí skupinou astronautů z roku 2009. Jeden z jejích členů, Alexandr Gerst vysvětlil volbu jména odkazem na skutečnost, že nová skupina během výcviku „skákala sem a tam mezi různými třídami”. Někteří z nových kolegů se prý také nechali slyšet, že by měli zájem poskakovat po Měsíci. Na logu skupiny jsou proto její členové vyobrazeni, kterak ve skafandrech skáčou na dětské gumové skákací hračce.
Jako první se již v květnu 2024 dočkali přiřazení do posádek kosmických letů Sophie Adenotová a Raphaël Liégeois, a to pro jarní a podzimní výměnu expedic na ISS (Expedice 75 a 76).

## Aktivní astronauti ESA
Probíhající lety jsou vyznačeny zeleným podbarvením, plánované lety kurzívou.
| Země               | Jméno                     | V oddílu od        | Oddíl | Lety                                                                                  | Celkem ve vesmíru            | V oddílu do |
| ------------------ | ------------------------- | ------------------ | ----- | ------------------------------------------------------------------------------------- | ---------------------------- | ----------- |
| Itálie             | Samantha Cristoforettiová | 20. května 2009    | ESA   | Expedice 42/43 (Sojuz TMA-15M/ISS) (2014/15)                                          | 199 dní, 16 hodin, 42 minut  | aktivní     |
| Německo            | Alexander Gerst           | 20. května 2009    | ESA   | Expedice 40/41 (Sojuz TMA-13M/ISS) (2014), Expedice 56/57 (Sojuz MS-09/ISS) (2018)    | 362 dní, 1 hodina, 50 minut  | aktivní     |
| Dánsko             | Andreas Mogensen          | 20. května 2009    | ESA   | EP-18 (Sojuz TMA-18M/ISS/Sojuz TMA-16M) (2015), Expedice 70 (SpaceX Crew-7) (2023/24) | 209 dní, 2 hodiny a 33 minut | aktivní     |
| Itálie             | Luca Parmitano            | 20. května 2009    | ESA   | Expedice 36/37 (Sojuz TMA-09M/ISS) (2013), Expedice 60/61 (Sojuz MS-13/ISS) (2019/20) | 366 dní, 23 hodin, 1 minuta  | aktivní     |
| Francie            | Thomas Pesquet            | 20. května 2009    | ESA   | Expedice 50/51 (Sojuz MS-03/ISS) (2016/17), Expedice 65/66 (SpaceX Crew-2/ISS) (2021) | 396 dní, 11 hodin, 34 minut  | aktivní     |
| Německo            | Matthias Maurer           | červenec 2015      | ESA   | Expedice 66/67 (SpaceX Crew-3/ISS) (2021/22)                                          | 176 dní, 2 hodiny a 39 minut | aktivní     |
| Francie            | Sophie Adenotová          | 23. listopadu 2023 | ESA   | Expedice 75 (Crew Dragon nebo Starliner/ISS)(2026)                                    | (dosud neletěla)             | aktivní     |
| Španělsko          | Pablo Álvarez Fernández   | 23. listopadu 2023 | ESA   |                                                                                       | (dosud neletěl)              | aktivní     |
| Spojené království | Rosemary Cooganová        | 23. listopadu 2023 | ESA   |                                                                                       | (dosud neletěla)             | aktivní     |
| Belgie             | Raphaël Liégeois          | 23. listopadu 2023 | ESA   | Expedice 76 (Crew Dragon nebo Starliner/ISS)(2026/27)                                 | (dosud neletěl)              | aktivní     |
| Švýcarsko          | Marco Sieber              | 23. listopadu 2023 | ESA   |                                                                                       | (dosud neletěl)              | aktivní     |

## Záložní astronauti ESA
ESA při výběru astronautů do Skupiny 2022 vůbec poprvé v historii vytvořila také tým svých záložních astronautů ESA, a to z kandidátů, kteří úspěšně prošli celým výběrovým procesem, ale v danou chvíli nemohli být přijati. Zůstali u svých dosavadních zaměstnavatelů, ale s ESA uzavřeli smlouvu o poradenství a získali základní podporu. ESA si tak vytvořila zásobník způsobilých uchazečů, kteří jsou schopni zahájit základní výcvik okamžitě, když se pro ně v budoucnu najde „projekt” – příležitost k letu.

### Projektoví astronauti
To se již také od té doby opakovaně stalo – tři ze „záložníků” se již v roce 2023 stali projektovými astronauty, kteří zahájili trénink, a jeden z nich už dokonce v prvních týdnech roku 2024 absolvoval svůj první kosmický let:
- ESA a Švédská národní vesmírná agentura se v dubnu 2023 shodly na záměru vyslat švédského astronauta z týmu ESA na Mezinárodní vesmírnou stanici komerčním letem společnosti Axiom Space.[36] Záložní astronaut Markus Wand se 1. června 2023 na přechodnou dobu, do splnění povinností souvisejících se svou misí, stal projektovým astronautem Sboru astronautů ESA a zapojil se do intenzívního tréninku, aby splnil vysoké standardy požadované pro vesmírný let.[37] Ten poté absolvoval koncem ledna a počátkem února 2024 jako člen posádky Axiom Mission 3 a na ISS strávil 18 dní.
- Koncem června 2023 se v EAC ke Sboru astronautů ESA jako projektový astronaut připojil také britský paralympionik a bývalý chirurg John McFall, jinak také jediný kandidát na astronauta s fyzickým hendikepem (v 19 letech přišel při nehodě na motocyklu o část pravé nohy nad kolenem). Sice není jisté, zda někdy skutečně odletí na misi do vesmíru, ale byl zařazen mezi 12 záložních astronautů, aby se mohl při dvouletém tréninku[38] pod dohledem odborníků zúčastnit studie proveditelnosti „Fly!“. Jejím cílem je zhodnotit možnosti zapojení astronautů s tělesným postižením do budoucích vesmírných misí.[18]
- V srpnu 2023 podepsala s ESA podobnou dohodu jako v případě švédského projektového astronauta také polská vláda[39] a jen o několik dní později, 1. září 2023, se Sławosz Uznański na přechodnou dobu připojil ke Sboru astronautů ESA a zahájil základní trénink.[40] Po zařazení do čtvrté mise společnosti Axiom Space zahájil 5. srpna 2024 praktický trénink v zařízeních SpaceX a NASA v USA.[41] Na svou misi Axiom Mission 4 odletěl 25. června 2025, a to již s příjmením Uznański-Wiśniewski,[42] jehož druhou část přijal po svatbě počátkem roku 2025.[43]
- Ministr dopravy Martin Kupka podepsal 4. září 2024 memorandum o porozumění s americkou společností Axiom Space, kterým položil základy pro budoucí kosmický let záložního astronauta ESA Aleše Svobody v některé z misí Axiom v kosmické lodi Crew Dragon na ISS.[44] A 8. listopadu 2024 ministr Kupka uzavřel s další americkou společností Vast Space podobné memorandum, které by mohlo zajistit účast Aleše Svobody na misi Vast lodí Crew Dragon na ISS nebo na jednomodulovou komerční vesmírnou stanici Haven-1, kterou Vast plánuje vypustit koncem roku 2025 jako cíl pro krátkodobé návštěvy až čtyř misí soukromých astronautů.[45] Rozhodnutí o výběru konkrétní mise by mělo padnout do konce roku 2026.[46]
- Generální ředitel ESA Josef Aschbacher koncem září 2024 oznámil, že agentura brzy zahájí novou fázi vývoje evropských záložních astronautů, která je vybaví dovednostmi potřebnými pro budoucí vesmírné mise. Získají základní technické a provozní schopnosti, seznámí se se systémy kosmických lodí a podstoupí i nácvik přežití v možných nouzových situacích a úvodní výcvik výstupu do volného prostoru, včetně potápění ve speciálním bazénu ESA. V první skupině, která se na zahájení prvního bloku výcviku dostavila do EAC v Kolíně nad Rýnem 28. října 2024,[47] byli záložní astronauti  Garcíová Alonsová, Patassa, Prost, Schoenenwaldová a český zástupce Svoboda. „První blok výcviku potrvá do 13. prosince a obsahuje celkem 263 hodin teoretického i praktického výcviku. Druhý výcvikový blok čeká pětici od srpna do října 2025 a třetí pak od března do května 2026. Rozsah výcvikových hodin je pro tyto bloky 268 a 187 hodin,” oznámil Michal Václavík z České kosmické kanceláře. Výcvik druhé skupiny, kterou tvoří záložní astronauti Christianová, Comelliniová, McFall a Possnigová, měl začít 13. ledna 2025.[48]

| Země               | Jméno                       | V oddílu od        | Oddíl | Lety                       | Celkem ve vesmíru          | V oddílu do                |
| ------------------ | --------------------------- | ------------------ | ----- | -------------------------- | -------------------------- | -------------------------- |
| Španělsko          | Sara Garcíová Alonsová      |                    |       |                            | (dosud neletěla)           | v záloze                   |
| Spojené království | Meganne Christianová        |                    |       |                            | (dosud neletěla)           | v záloze                   |
| Itálie             | Anthea Comelliniová         |                    |       |                            | (dosud neletěla)           | v záloze                   |
| Spojené království | John McFall                 | od 22. června 2023 | ESA   |                            | (dosud neletěl)            | aktivní na přechodnou dobu |
| Itálie             | Andrea Patassa              |                    |       |                            | (dosud neletěl)            | v záloze                   |
| Rakousko           | Carmen Possnigová           |                    |       |                            | (dosud neletěla)           | v záloze                   |
| Francie            | Arnaud Prost                |                    |       |                            | (dosud neletěl)            | v záloze                   |
| Německo            | Amelie Schoenenwaldová      |                    |       |                            | (dosud neletěla)           | v záloze                   |
| Česko              | Aleš Svoboda                |                    |       |                            | (dosud neletěl)            | v záloze                   |
| Polsko             | Sławosz Uznański-Wiśniewski | od 1. září 2023    | ESA   | Axiom Mission 4/ISS (2025) | 1. let dosud 0 dní         | aktivní na přechodnou dobu |
| Švédsko            | Marcus Wandt                | od 1. června 2023  | ESA   | Axiom Mission 3/ISS (2024) | 21 dní, 15 hodin, 41 minut | února 2024                 |
| Německo            | Nicola Winterová            |                    |       |                            | (dosud neletěla)           | v záloze                   |

(zeleně vyznačený let dosud pokračuje)

## Dřívější astronauti ESA
| Země               | Jméno                    | V oddílu od       | Oddíl     | Lety                                                                                                  | Celkem ve vesmíru           | V oddílu do        |
| ------------------ | ------------------------ | ----------------- | --------- | --- | --------------------------- | ------------------ |
| Německo            | Ulf Merbold              | 15. května 1978   | ESA       | STS-9 (1983), STS-42 (1992), Sojuz TM-20/Mir/TM-19 (1994)                                             | 49 dní, 21 hodin, 40 minut  | konec roku 1999    |
| Švýcarsko          | Claude Nicollier         | 15. května 1978   | ESA       | STS-46 (1992), STS-61 (1993), STS-75 (1996), STS-103 (1999)                                           | 42 dní, 12 hodin, 9 minut   | 2007               |
| Nizozemsko         | Wubbo Ockels             | 15. května 1978   | ESA       | STS-61-A (1985)                                                                                       | 7 dní, 0 hodin, 44 minut    | 1986               |
| Francie            | Jean-François Clervoy    | 8. září 1985      | CNES, ESA | STS-66 (1994), STS-84/Mir (1997), STS-103 (1999)                                                      | 28 dní, 3 hodiny, 5 minut   | 2001               |
| Španělsko          | Pedro Duque              | 15. května 1992   | ESA       | STS-95 (1998), EP-5 (Sojuz TMA-3/ISS/TMA-2) (2003)                                                    | 18 dní, 18 hodin, 46 minut  | 2007               |
| Švédsko            | Christer Fuglesang       | 15. května 1992   | ESA       | STS-116/ISS (2006), STS-128/ISS (2009)                                                                | 27 dní, 17 hodin, 38 minut  | květen 2010        |
| Itálie             | Maurizio Cheli           | 15. května 1992   | ESA       | STS-75 (1996)                                                                                         | 15 dní, 17 hodin, 42 minut  | 30. června 1996    |
| Belgie             | Marianne Merchezová      | 15. května 1992   | ESA       | | neletěla                    | 30. listopadu 1994 |
| Německo            | Thomas Reiter            | 15. května 1992   | ESA       | Sojuz TM-22/Mir (1995-96), Expedice 13/14 (STS-121/ISS/STS-116) (2006)                                | 350 dní, 5 hodin, 36 minut  | 1. října 2007      |
| Nizozemsko         | André Kuipers            | srpen 1998        | ESA       | EP-6 (Sojuz TMA-4/ISS/TMA-3) (2004), Expedice 30/31 (Sojuz TMA-03M/ISS)                               | 203 dní, 15 hodin, 51 minut | 1. listopadu 2018  |
| Německo            | Hans Schlegel            | 3. srpna 1987     | DLR, ESA  | STS-55 (1993), STS-122/ISS (2008)                                                                     | 22 dní, 18 hodin, 2 minuty  | 1. září 2011       |
| Německo            | Gerhard Thiele           | 3. srpna 1987     | DLR, ESA  | STS-99 (2000)                                                                                         | 11 dní, 5 hodin, 40 minut   | srpen 2005         |
| Itálie             | Roberto Vittori          | srpen 1998        | ESA       | EP-3 (Sojuz TM-34/ISS/TM-33) (2002), EP-8 (Sojuz TMA-6/ISS/TMA-5) (2005), STS-134/ISS (2011)          | 35 dní, 12 hodin, 26 minut  | 2016               |
| Francie            | Léopold Eyharts          | 30. července 1990 | CNES, ESA | Sojuz TM-27/Mir/TM-26 (1998), STS-122/ISS/STS-123 (2008)                                              | 68 dní, 21 hodin, 30 minut  | 1. května 2017     |
| Francie            | Jean-Pierre Haigneré     | 8. září 1985      | CNES, ESA | Sojuz TM-17/Mir/TM-16 (1993), Sojuz TM-29/Mir (1999)                                                  | 209 dní, 12 hodin, 25 minut | 1. listopadu 1999  |
| Itálie             | Paolo Nespoli            | srpen 1998        | ESA       | STS-120/ISS (2007), Expedice 26/27 (Sojuz TMA-20/ISS) (2011), Expedice 52/53 (Sojuz MS-05/ISS) (2017) | 313 dní, 2 hodiny, 37 minut | 2018               |
| Itálie             | Umberto Guidoni          | květen 1989       | ASI, ESA  | STS-75 (1996), STS-100/ISS (2001)                                                                     | 27 dní, 15 hodin, 13 minut  | červen 2004        |
| Německo            | Reinhold Ewald           | 8. října 1990     | DLR, ESA  | Sojuz TM-25/Mir/TM-24 (1997)                                                                          | 19 dní, 16 hodin, 34 minut  | 2005               |
| Francie            | Claudie André-Deshaysová | 8. září 1985      | CNES, ESA | Sojuz TM-24/Mir/TM-23 (1996), EP-2 (Sojuz TM-33/ISS/TM-32) (2001)                                     | 25 dní, 14 hodin, 24 minut  | červen 2002        |
| Francie            | Michel Tognini           | 8. září 1985      | CNES, ESA | Sojuz TM-15/Mir/TM-14 (1992), STS-93 (1999)                                                           | 18 dní, 17 hodin, 47 minut  | duben 2003         |
| Belgie             | Frank De Winne           | ledna 2000        | ESA       | EP-4 (Sojuz TMA-1/ISS/TM-34) (2002), Expedice 20/21 (Sojuz TMA-15/ISS) (2009)                         | 198 dní, 17 hodin, 34 minut | 1. srpna 2012      |
| Francie            | Philippe Perrin          | 30. července 1990 | CNES, ESA | STS-111/ISS (2002)                                                                                    | 13 dní, 20 hodin, 36minut   | květen 2004        |
| Spojené království | Timothy Peake            | 20. května 2009   | ESA       | Expedice 46/47 (Sojuz TMA-19M/ISS) (2015/16)                                                          | 185 dní, 22 hodin, 11 minut | leden 2023         |